# Courcelles-lès-Montbard
Courcelles-lès-Montbard è un comune francese di 93 abitanti situato nel dipartimento della Côte-d'Or nella regione della Borgogna-Franca Contea.

## Società

### Evoluzione demografica
Abitanti censiti